# Ghirmay Ghebreslassie
Ghirmay Ghebreslassie (nacido el 14 de noviembre de 1995) es un atleta eritreo especializado en largas distancias, especialmente en el maratón. Ganó el Campeonato Mundial de Atletismo de 2015 en Pekín, China. Es el ganador más joven del maratón en los Campeonatos Mundiales. Anteriormente, en 2014, terminó en 7º lugar en el Campeonato Mundial de Media Maratón.
Su mejor marca en Maratón es 2:07:47 conseguidos en Hamburgo, Alemania, el 26 de abril de 2015.